# XOSL
XOSL (eXtended Operating System Loader) est un chargeur de système d'exploitation ou chargeur d'amorçage. Il permet à l'utilisateur de choisir au démarrage de son ordinateur quel système d'exploitation il désire utiliser.
XOSL possède une interface graphique soignée incluant la gestion de la souris qui permet d'ajouter directement des entrées de démarrage.
XOSL est un logiciel libre placé sous licence GPL.
Le développement d'XOSL semble s'être arrêté à la version 1.1.5 de ce dernier. Le projet semble lui aussi inactif, mais le forum est actif.

### Autres chargeurs d'amorçage
- Grub (GRand Unified Bootloader)
- LILO
- Gestor de Arranque Gráfico
- AiR-Boot